# Блок 11б
Блок 11б је део целине коју чине и Блокови 11а и 11ц, у оквиру Градске општине Нови Београд. 

## Положај
Блок 11б је смештен између блокова 11а и 11ц, окружен улицом Алексиначких рудара са две стране, Булеваром Михајла Пупина и Булеваром Николе Тесле. Остали блокови који га непосредно окружују су блокови 10 и 2. У саставу је Месне заједнице Икарус. Блок је богат зеленилом, стазама за шетњу, а непосредно се наслања на Земунски кеј и шеталиште поред Дунава.

## Грађевине
Заступљена је типска градња стамбених објеката која се огледа у ламелама (пет) и квадратним зградама са 4 или 5 спратова, доброг квалитета. Стамбене објекте у зони блока окружују паркинг места, а постоји и један посебан велики паркинг простор.
У блоку се налази Историјски архив Београда, изграђен 70−тих година прошлог века и отворен 1973. године. Архив у својим депоима површине 2400 м² чува 2.580 фондова у количини од 13.000 дужних метара архивске грађе. Грађа обухвата период од половине XVIII до краја XX века: органа власти, управе, судства, привреде, просветних, здравствених и културних институција, друштава, удружења, личних и породичних фондова и збирки. Део зграде сада заузима клиника „Бел−медик”.
Ту се налази и Алфа БК Универзитет, са више Факултета, и традицијом дугом 27 година.
У самом блоку је и седиште Првог основног суда, у Булевару Николе Тесле.

## Околина
Уз блок 11б је тржни центар Стари Меркатор, и затворена пијаца. Најближа основна школа и вртић су у блоку 11ц, Средња туристичка школа је у Блоку 2, Графичка и 9. београдска гимназија у Блоку 5. Становницима блока је лако доступан и Дом здравља „Нови Београд” у блоку 9а, где се налази и дежурна апотека, као и Институт за здравствену заштиту мајке и детета Др Вукан Чупић” (блок 7а).
У непосредној близини се налази Земунски кеј и Парк Ушће, са стазама за шетњу, бициклистичким и рекреативним стазама за трчање.

## Саобраћај
Блок 11б је аутобуским линијама повезан са центром града и осталим градским подручјима. Булеваром Михајла Пупина пролазе аутобуси на линијама 16, 65, 72, 75, 77, 78, 83. Булеваром Николе Тесле пролазе линије 15, 84, 704 и 707.

## Галерија
- Bel Medic, Блок 11б
- Стамбена зграда, Блок 11б
- Улица Алексиначких рудара, граница између Блокова 11б и 11ц
- Дечје игралиште, Блок 11б